# Claudia Sofía Martínez Solís
Claudia Sofía Martínez Solís (* 2. März 2004) ist eine mexikanische Tennisspielerin.

## Karriere
Martinez Solis spielt hauptsächlich Turniere auf der ITF Women’s World Tennis Tour.
2022 bestritt sie ihr erstes ITF-Turnier in Irapuato. Bereits bei ihrem zweiten ITF-Turnier im Mai in Cancún konnte sie das Hauptfeld und dort die zweite Runde erreichen. Im August qualifizierte sie sich für das Hauptfeld im Dameneinzel der mit 60.000 US-Dollar dotierten ITF World Tennis Tour Gran Canaria, wo sie dann aber in der ersten Runde larm it 0:6 und 0:6 gegen Natália Szabanin verlor.
2024 erhielt sie im Februar eine Wildcard für das mit 100.000 US-Dollar dotierte Guanajuato Open, wo sie aber in der ersten Runde des Hauptfeldes gegen die an Position vier gesetzte Jule Niemeier mit 1:6, 6:2 und 0:6 verlor. Auch im Doppel verlor sie zusammen mit Adriana Reami das Erstrundenmatch. Auch für die in der Folgewoche veranstalteten Chaly W50 erhielt sie eine Wildcard, konnte diese aber ebenfalls nicht nutzen und verlor in der ersten Runde gegen ihre Landsfrau Fernanda Contreras Gómez mit 1:6 und 0:6. Auch bei den W50 CDMX-YMCA und den Open Generali Ciudad de Palma del Río verlor sie bereits in der ersten Runde. Während sie im Einzel meist in der Qualifikation oder in den ersten beiden Runden des Hauptfeldes scheiterte, gelang ihr im Doppel im Oktober 2024 in Huamantla zweimal der Einzug in ein Finale. Im November erreichte sie zusammen mit Partnerin Maria Fernanda Navarro Oliva bei den W50 Akari das Viertelfinale.
2025 erhielt sie eine Wildcard für die Qualifikation zum Hauptfeld im Dameneinzel der Cancún Tennis Open, ihrem ersten Turnier der WTA 125, wo sie aber ihre Auftaktbegegnung gegen Whitney Osuigwe mit 2:6 und 1:6 verlor.